# Doctorul zburător
Doctorul zburător (franceză Le Médecin volant) este o piesă de teatru din 1645; o comedie în 16 scene și cu 7 personaje. Este scrisă de Molière. Prima reprezentație a avut loc la 18 aprilie 1659 la Paris. Molière s-a inspirat din piesa de teatru italiană Il medico volante. Unele părți ale piesei au fost ulterior reproduse în L'Amour médecin și Doctor fără voie.

## Personaje
- Gorgibus, un nobil bătrân, tatăl Lucilei (în Commedia dell'Arte: Pantalone)
- Lucile, fiica lui Gorgibus, logodită cu Villebrequin (Commedia dell'Arte: Innamorata)
- Gros-René, slujitorul lui Gorgibus, rol creat de René Berthelot)
- Sabine, verișoara Lucilei, sursa tuturor intrigilor din piesă (Commedia dell'Arte: Columbina)
- Valère, iubitul Lucilei (Commedia dell'Arte: Innamorato)
- Sganarelle: eroul piesei, valetul lui Valère. (Commedia dell'Arte: Arlecchino), rol creat de Molière
- Un avocat (Commedia dell'Arte: Il Dottore)

## Teatru radiofonic
- 13 septembrie 2008: traducere și adaptare radiofonică de Pușa Roth, cu actorii Mihai Mălaimare, Mircea Albulescu, Ion Haiduc, Marius Rizea, Delia Nartea, Anne-Marie Ziegler, Mihai Niculescu, regia muzicală George Marcu, regia artistică Vasile Manta.[2]

## Primire
Luminița Petrulian consideră că piesa Doctorul zburător constituie un remarcabil exercițiu de tehnică actoricească; intrări și ieșiri rapide din scenă, deghizări multiple și aproape simultane într-un ritm alert.

## Vezi și
- Listă de piese de teatru franceze